# Ротенфельс (графство)
Графство Ротенфельс (нем. Grafschaft Rothenfels) — графство в южной части Священной Римской империи, существовавшее до 1804 года. Столица — Имменштадт-им-Алльгой

## География
Находилось к востоку от Боденского озера, в верховьях реки Иллер.

## История
В XIV веке на склоне горы между рекой Иллер и озером Альпзее графы Монфорт построили замок Ротенфельс, рядом с которым вырос город Имменштадт.
В 1439 году владения Монфортом были разделены между тремя братьями и территории в верховьях Иллера образовали независимое графство Монфорт-Ротенфельс. В 1520 году в состав графства был включен Теттнанг.
В 1567 г. граф Ульрих фон Монфорт продал эти земли своему зятю, графу Кёнигсегг, чьи родовые владения находились к северу от Боденского озера.
В 1622 году было образовано самостоятельное имперское графство Кёнигсегг-Ротенфельс, которое просуществовало до 1804 года, когда его разорившийся монарх продал своё государство Австрии. После поражения Австрии в войне с Наполеоном I, в 1805 году Ротенфельс отошёл к Баварии.